# Wadi Qadischa
Das Wadi Qadischa (arabisch وادي قاديشا, DMG Wādī Qādīšā ‚Heiliges Tal‘) ist ein Tal im Libanongebirge und seit 1998 Weltkulturerbe der UNESCO. Es gilt als eine der schönsten Landschaften des Libanon.

## Geographie
Das Wadi Qadischa befindet sich am Fuße des Berges Al-Makmal im Norden Libanons. Es wurde vom Qadischa-Fluss geformt, der etwas unterhalb des kleinen Waldes „Zedern des Herrn“ in einer Höhle entspringt. Die Gesamtlänge des Tales beträgt 35 km.

## Geschichte
Das Wadi Qadisha wurde bereits sehr früh besiedelt.
Bekannt ist das Tal neben der schönen Natur für seine zahlreiche Klöster. Da das Wadi relativ abgeschieden liegt, wurde es jahrhundertelang als Rückzugsort gläubiger Christen genutzt, die oft unter Verfolgung zu leiden hatten. 1998 wurde es in das Weltkulturerbe der UNESCO wegen seiner langen christlichen Tradition aufgenommen. Der wichtigste Ort im Tal ist Bischarri.

## Klöster des Wadi Qadischa

### Qannubin-Kloster
Das Qannubin-Kloster gilt als das bedeutendste im Wadi Qadischa. Es befindet sich im Nordosten des Tales und ist das älteste maronitische Kloster. Das Wort Qanubin stammt vom griechischen Wort Kenobion, das Kloster bedeutet. Der Legende nach wurde die Anlage von einem Schüler des byzantinischen Kaisers Theodosius I. (347–395) gegründet. Vom 15. bis zum 19. Jahrhundert war das Kloster Sitz des maronitischen Patriarchen vom Qadischa-Tal. Die Mönchszellen, Unterkünfte für Reisende sowie die Kirche wurden in den Felsen geschlagen. Letztere ist mit Fresken aus dem 18. Jahrhundert geschmückt und Reliefs, die die Eingänge der Unterkünfte markierten, waren einfach in den Fels gehauen.

### Quzhaya-Kloster
Das Antoniuskloster Quzhaya Kloster liegt dem Qanubinkloster gegenüber. Es ist eines der größten Klöster im Tal und wurde vermutlich im 4. Jahrhundert gegründet. Dies geschah der Legende nach durch St. Hilarius, der das Kloster zu Ehren des ägyptischen Heiligen St. Antonius dem Großen errichtete. Die ältesten Zeugnisse stammen jedoch aus dem 12. Jahrhundert.
Die wichtigsten Räume sind ein Versammlungsraum und eine Kapelle. Mittlerweile ist ein ethnographisches Museum in den Räumlichkeiten untergebracht. Unter anderem wird eine Druckmaschine von 1871 ausgestellt. In der Nähe des Klosters befinden sich eine Mühle und Einsiedlerhöhlen. Diese wurden von religiösen Eremiten genutzt, die sich in die Einsamkeit zurückgezogen hatten, um Gott zu dienen.

### Kloster Sayyidat Hawqa
Das Kloster Sayyidat Hawqa (zu unserer lieben Frau von Hawqa) wurde im 13. Jahrhundert gegründet. Es befindet sich auf 1150 m Höhe auf einem Felsplateau zwischen dem Quzhaya- und dem Qannubin-Kloster. Das Kloster wurde teilweise in eine 47 m tiefe, bereits bestehende Höhle oberhalb des Plateaus hineingebaut. Dieser Teil ist nur über eine Leiter zu erreichen. In der Höhle wurden archäologische Spuren von der Steinzeit bis zum Mittelalter gefunden. In der Kapelle selbst ist eine christliche Inschrift in arabischen Schriftzeichen aus dem Jahre 1193 zu sehen.

### Kloster von Mar Sarkis
Das Mar-Sarkis-Kloster befindet sich auf 1500 m Höhe oberhalb des Dorfes Ehden. Es wird auch „das wachsame Auge Qadischas“ genannt. Die erste Klosterkirche wurde um 750 auf den Ruinen eines kanaanitischen Tempels erbaut. 1198 wurde eine zusätzliche Kirche errichtet. Weitere Bauwerke entstanden von 1404 bis 1690. Das Kloster wurde den Heiligen Sergius und Bacchus geweiht.

### Kloster Mar Alischa'
Das Kloster von Mar-Alisha' wurde im 14. Jahrhundert erstmals erwähnt. Der Bau besteht aus vier Mönchszellen, einem Refektorium sowie einer Kirche, die in den Felsen geschlagen wurde. Ein maronitischen Orden teilt sich das Kloster heute mit dem Barfüßerorden der Karmeliten.

## Die Zedern des Herrn
Oberhalb des Wadi Qadisha liegt das Wäldchen „die Zedern des Herrn“, (arabisch أرز الربّ). Einige dieser Bäume der Art Libanonzeder gelten als die Ältesten der Region. Sie haben die Abholzung aus der Phönizier- und Römerzeit überlebt. Zedernholz galt bei den Pharaonen, Assyrern und Israeliten als sehr begehrter Baustoff. Durch den Raubbau schwanden die Zedernwälder jedoch mehr und mehr. Nur vereinzelte Zedernwäldchen wurden von den Holzfällern missachtet und wurden nicht abgeholzt. Die Baumgruppe „Zedern des Herrn“ bei Bisharri besteht aus 375 Bäumen. Das Alter ist umstritten. Zwei von ihnen sollen 3000 Jahre, zehn weitere Bäume über 1000 Jahre alt sein. Von den Zedern bietet sich an klaren Tagen ein Blick auf das Mittelmeer bis nach Zypern. Im Winter ist die Gegend ein beliebtes Skigebiet, im Sommer ein gefragtes Ausflugsziel bei Libanesen und Touristen.